# Distrito de Mórrope

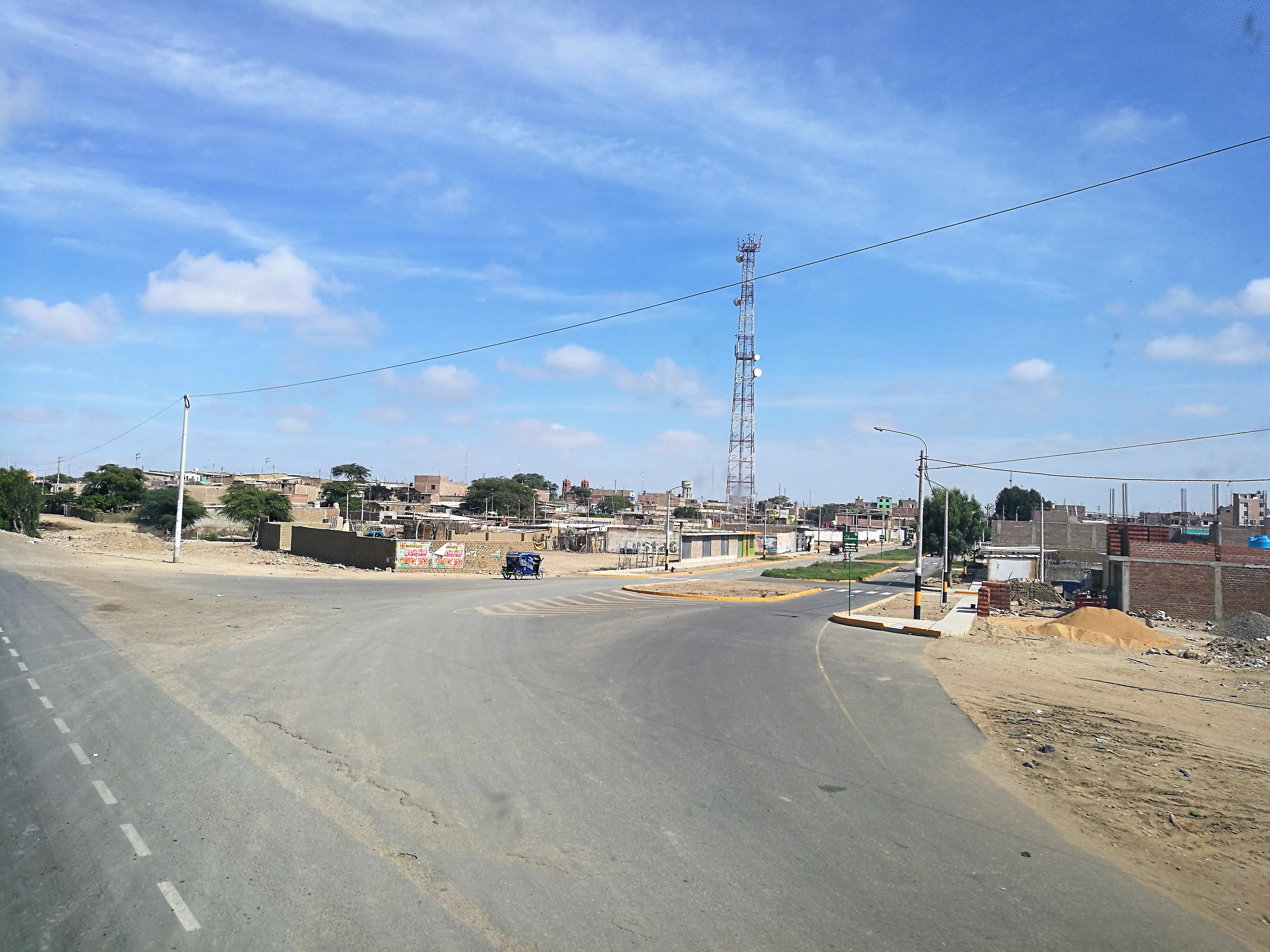
Entrada a Mórrope por la Avenida Tahuantinsuyo vista desde la carretera Panamericana Norte

El distrito de Mórrope es uno de los doce que conforman de la provincia de Lambayeque, ubicada en el departamento de Lambayeque, Perú. Su capital es la ciudad de Mórrope.

## Etimología
El topónimo Mórrope proviene de las palabras mochicas -murrup (iguana) y -pe (sitio o lugar). La fusión de estos dos vocablos significa "lugar de la iguana".

## Historia
El distrito fue creado mediante decreto del 12 de febrero de 1821.

## Geografía
El distrito tiene una superficie de 1054 km².

## Demografía
Según el XII Censo de Población, VII de Vivienda y III de Comunidades Indígenas del 2017, el distrito de Mórrope cuenta con una población de 48 209 habitantes y con una proyección al 2020 de 56 131 habitantes.

## División administrativa

### Lugares poblados

#### Caseríos
- Caserío Lagunas.
- Caserío Chepito Alto.
- Caserío Chepito Bajo.
- Caserío Arbolsol.
- Caserío Caracucho.
- Caserío Tranca Sasape.
- Caserío Tranca Fanupe.
- Caserío Fanupe Barrio Nuevo.
- Caserío Casa Blanca.
- Caserío Monte Verde.
- Caserío Monte Hermoso.
- Caserío Las Pampas.
- Caserío Quemazón.
- Caserío San Francisco.
- Caserío Annape.
- Caserío Angolo 1.
- Caserío Angolo 2.
- Caserío Huaca de Barro.
- Caserío Chepito Olivos.
- Caserío Lagartera.
- Caserío Cruz de Medianía.
- Caserío 25 de febrero.
- Caserío San Isidro.
- Caserío Pedregal.
- Caserío Sequiones.
- Caserío Puplan.
- Caserío Santa Isabel.
- Caserío San Jose.
- Caserío Cucufana.
- Caserío Yencala Leon.
- Caserío Trapiche.
- Caserío Dos Palos.
- Caserío Carrizal.
- Caserío Cartajena.
- Caserío San Sebastián.
- Caserío Olleria.

#### Centros poblados
- Centro Poblado Romero.
- Centro Poblado Colorada.
- Centro Poblado Cruz del Médano.
- Centro Poblado Positos.

## Autoridades

### Municipales
- 2019 - 2022[4]
  - Alcalde: Nery Alejandro Castillo Santamaría, del Partido Aprista Peruano.
  - Regidores:

  1. Javier Sandoval Siesquén (Partido Aprista Peruano)
  2. Samuel Santamaría Valdera (Partido Aprista Peruano)
  3. Héctor Acosta Baldera (Partido Aprista Peruano)
  4. Betty Montalván Cajusol (Partido Aprista Peruano)
  5. Asunción Santamaría Valdera (Partido Aprista Peruano)
  6. Leandro Álamo Vidaurre (Alianza para el Progreso)
  7. Ángel Enrique Baldera Riojas (Alianza para el Progreso)

## Festividades
Celebra la fiesta de su patrón San Pedro, el día de los Muertos entre otras celebraciones.
Celebración de la Santísima Cruz de Pañalá 
Celebración de Los Reyes Magos

## Clima
| Parámetros climáticos promedio de Mórrope | Parámetros climáticos promedio de Mórrope | Parámetros climáticos promedio de Mórrope | Parámetros climáticos promedio de Mórrope | Parámetros climáticos promedio de Mórrope | Parámetros climáticos promedio de Mórrope | Parámetros climáticos promedio de Mórrope | Parámetros climáticos promedio de Mórrope | Parámetros climáticos promedio de Mórrope | Parámetros climáticos promedio de Mórrope | Parámetros climáticos promedio de Mórrope | Parámetros climáticos promedio de Mórrope | Parámetros climáticos promedio de Mórrope | Parámetros climáticos promedio de Mórrope |
| Mes                                       | Ene.                                      | Feb.                                      | Mar.                                      | Abr.                                      | May.                                      | Jun.                                      | Jul.                                      | Ago.                                      | Sep.                                      | Oct.                                      | Nov.                                      | Dic.                                      | Anual                                     |
| ----------------------------------------- | ----------------------------------------- | ----------------------------------------- | ----------------------------------------- | ----------------------------------------- | ----------------------------------------- | ----------------------------------------- | ----------------------------------------- | ----------------------------------------- | ----------------------------------------- | ----------------------------------------- | ----------------------------------------- | ----------------------------------------- | ----------------------------------------- |
| Temp. máx. media (°C)                     | 30.3                                      | 31.4                                      | 31.5                                      | 29.9                                      | 27.8                                      | 25.7                                      | 24.7                                      | 24.3                                      | 24.1                                      | 25.3                                      | 26.5                                      | 29.7                                      | 27.6                                      |
| Temp. media (°C)                          | 25.1                                      | 26.1                                      | 26.1                                      | 24.7                                      | 23                                        | 21.1                                      | 20.1                                      | 19.7                                      | 19.8                                      | 20.5                                      | 21.4                                      | 23.8                                      | 22.6                                      |
| Temp. mín. media (°C)                     | 20                                        | 20.8                                      | 20.7                                      | 19.5                                      | 18.3                                      | 16.6                                      | 15.6                                      | 15.1                                      | 15.5                                      | 15.7                                      | 16.3                                      | 17.9                                      | 17.7                                      |
| Fuente: climate-data.org                  |                                           |                                           |                                           |                                           |                                           |                                           |                                           |                                           |                                           |                                           |                                           |                                           |                                           |

### Clima
- Datos: Q6316986
- Multimedia: Mórrope District / Q6316986